# Tourbillon (groupe)
Pour les articles homonymes, voir Tourbillon.
Tourbillon est un groupe de rock japonais composé des membres de Luna Sea Ryūichi Kawamura au chant, Shinobu « Inoran » Inoue à la guitare et du membre de D-LOOP Hiroaki Hayama au clavier.

## Discographie

### Albums
- HEAVEN - 2005
- A Tide of New Era - 2006
- Life is beautiful - 2016